# Buffy The Vampire Slayer, 8. Staffel
Buffy The Vampire Slayer, 8. Staffel ist eine Comicreihe, die als offizielle Fortsetzung der erfolgreichen Fernsehserie Buffy – Im Bann der Dämonen (1997–2003) in den USA vom 14. März 2007 bis 19. Januar 2011 unter dem Titel Buffy the Vampire Slayer Season Eight im Dark Horse Verlag erschienen ist. Ursprünglich war die Serie auf 25 Ausgaben ausgelegt, sie wurde später jedoch auf 40 Hefte erweitert.
Zusätzlich sind die Einzelhefte Tales of the Vampires: The Thrill, Willow: Goddesses and Monsters und Riley erschienen. Seit dem 19. Juli 2010 ist über Amazon Video und iTunes erstmals die animierte Version des Comics erhältlich.
In Deutschland wurde die Serie seit dem 13. Februar 2008 in Form von Sammelbänden mit je fünf bis sechs Heften vom Panini-Verlag veröffentlicht. Der achte und letzte Band dieser „Staffel“ erschien im Mai 2011.
Als Nachfolgeserie ist mittlerweile eine 9. Staffel erschienen, welche ebenfalls von Panini Comics auf Deutsch herausgebracht wird. Die Serie wird bereits mit einer 10. Staffel fortgesetzt.

## Autoren und Rezeption
Joss Whedon, Produzent und Erfinder von Buffy, fungiert auch bei der Comic-Fortsetzung als ausführender Produzent und überwacht seine Mitautoren im Bezug auf die Charaktere und das Konzept der Serie. Die Ausgaben 1 bis 4, 10 und 11, 16 bis 19 sowie 31 und 36 bis 40 hat Whedon selbst mitgeschrieben. Die Zusatzhefte stammen ebenfalls aus seiner Feder. Zu Whedons Team gehören u. a. die Gastschreiber Brian K. Vaughan, Drew Goddard, Jane Espenson, Steven S. DeKnight sowie Bestseller-Autor Brad Meltzer und die Illustratoren Georges Jeanty, Paul Lee und Karl Moline.

## Inhalt
Ein Jahr nach der Zerstörung Sunnydales in der letzten Folge der siebten Buffy-Staffel hat sich Buffys Leben grundlegend verändert. Zu Anfang der Comic-Fortsetzung sind weltweit 1.800 Frauen und Mädchen mit den Kräften einer Jägerin ausgestattet. Buffy und ihre Verbündeten haben gemeinsam mit etwa 500 Jägerinnen, Hexen und anderen übernatürlichen Wesen ein globales Netz aus Jägerinnen-Kadern (den sogenannten „Squads“) aufgebaut, die unter Buffys und Xanders Regie zusammenarbeiten. Die von den beiden geleitete Kommandozentrale befindet sich in einem abgeschiedenen Schloss in Schottland, von wo aus auch der schottische Squad operiert. Buffy und ihre Jägerinnen haben inzwischen weltweite Bekanntheit erlangt; unter anderem durch diverse Bankraube, durch die sich die Organisation den Luxus hochmoderner Informationstechnik und Waffenausstattung sichert. Es werden verschiedene Gerüchte über Buffys tatsächlichen Aufenthaltsort verbreitet und zwei Doppelgängerinnen, eine in Rom, die andere im Untergrund, platziert, um Buffys Identität zu schützen.
Als Konsequenz ihrer Bekanntheit wird Buffys Organisation von der US-Regierung, die um ihre Weltmachtstellung fürchtet, als internationale Terroristenvereinigung betrachtet und gejagt. Zudem besteht aufgrund der von ihr begangenen Verbrechen ein gewisses öffentliches Interesse an der Fassung der Kriminellen (Jägerinnen mit Buffy als ihre Anführerin). General Voll, ein Mitglied eines der „Initiative“ ähnlichen Regierungsprojektes, schließt sich im Kampf gegen Buffys Organisation mit den Sunnydale-Überlebenden Amy Madison und Warren Mears zusammen. Auch in den eigenen Reihen gibt es Widersacher: Die englische Jägerin Genevieve Savidge ist auf Buffys Stellung in der Hierarchie aus und plant, sie umzubringen. Daneben versucht eine Gruppe japanischer Vampire die Jägerinnen ihrer Kräfte wieder zu berauben. Dazu scheint eine ominöse, maskierte Gestalt, die sich selbst „Twilight“ nennt, einen persönlichen Feldzug gegen Buffys Organisation zu führen.

### Band 1: „Die Rückkehr der Jägerin“
Band 1 enthält die Sammlung der Hefte 1 bis 5.

Auf einer Mission töten Buffy und ihr Team drei riesige Dämonen, welche wiederum drei Menschen ermordet haben. Auf den Leichen entdecken sie ein seltsames Symbol, dessen Bedeutung zunächst ungeklärt bleibt. Währenddessen unternimmt das US-Militär eine Expedition in die Ruinen von Sunnydale, wo ein Soldat auf eine Überlebende trifft: Amy Madison. General Voll entwickelt mit der Hexe und deren bis dahin unbekannten Komplizen einen Plan, um Buffy auszuschalten. Kurz darauf wird der Plan umgesetzt, indem Amy Buffy in einen magischen Schlaf versetzt und Zombies auf die anderen Jägerinnen loslässt. Ethan Rayne (Giles’ alter Freund) erscheint Buffy im Traum und warnt sie vor etwas oder jemandem namens „Twilight“. Willow gelingt es Amy aufzuhalten, und Buffy wird durch den Kuss eines Unbekannten (wie sich später herausstellt ist es die Jägerin Satsu) wieder geweckt.
Amy teleportiert Willow zur Militärbasis von General Voll. Warren Mears stellt sich dabei als ihr Komplize und Freund heraus, welcher nun die gefangene Willow foltert. Gemeinsam mit Satsu gelingt es Buffy sie zu retten. Dabei erfährt sie, dass das mysteriöse Symbol an den zuletzt gefundenen Leichen in Verbindung mit Twilight steht und dass das Militär sich mit diesem verbündet hat.

### Band 2: „Wie tötet man eine Jägerin?“
Band 2 enthält die Sammlung der Hefte 6 bis 10.

Giles erteilt Faith den gefährlichen Auftrag, die zur bösen Seite übergelaufene Jägerin Genevieve Savidge zu töten. Dafür verspricht er ihr eine neue Identität und die „Frührente“ vom Jägerinnendasein. Faith nimmt den Auftrag an und reist nach England, wo sie Genevieve angreifen soll. Der Versuch schlägt jedoch fehl und Faith wird angeboten, sich dem Komplott gegen Buffy anzuschließen. Sie scheint nicht abgeneigt zu sein und bandelt mit Genevieve an. Kurz darauf wird Buffy von Roden, einem mächtigen Hexer, zum Haus Genevieves teleportiert und von der bösen Jägerin angegriffen. Faiths Anwesenheit bringt Buffy zu dem Schluss, dass diese erneut die Seiten gewechselt hat. Trotz ihrer Beteuerungen kommt es zu einem Kampf zwischen den beiden, wobei Faith Buffy beinahe in einem Pool ertränkt. Als sie gerade zur Vernunft kommt, wird Buffy von Willow zurück nach Schottland teleportiert. Faith bleibt allein und erschüttert zurück. Genevieve versucht daraufhin, sie für deren Verrat umzubringen, scheitert aber an Faiths Fähigkeiten und wird getötet. Zwar hat Faith ihren Auftrag somit erfolgreich erfüllt, doch sie beschließt, weiterhin zusammen mit Giles gegen abtrünnige Jägerinnen wie Genevieve vorzugehen.
Um mehr über Twilight zu erfahren, suchen Buffy und Willow einen der Old Ones, Sephrilian, auf. Dieser prophezeit ihnen, dass Twilight für den Sieg der Menschheit über die Dämonen stehe sowie das Ende aller Höllenschlünde bedeute; etwas, was Buffy irgendwann erreicht haben wird. Er verhilft beiden zu einer Reihe von Visionen, die viele Ereignisse der Vergangenheit und Zukunft offenbaren, welche das Vertrauen zwischen den beiden Freundinnen nachhaltig erschüttern. Sephrilian eröffnet ihnen, dass er sich auf den bevorstehenden Krieg freue, da er nun wisse, was ihre Schwächen seien, die er anderen Dämonen mitteilen werde. Daraufhin tötet Buffy ihn mit Hilfe von Willow und beide kehren zur Kommandozentrale zurück.

### Band 3: „Wölfe!“
Band 3 enthält die Sammlung der Hefte 11 bis 15.

Während Dawn und die anderen eine Party feiern, nehmen sich Buffy und Satsu ein Vampirnest vor. Ihr Streifzug wird durch einen unerwarteten Angriff von Twilight unterbrochen. Während Satsu bewusstlos ist, kämpfen Twilight und Buffy miteinander. Im Verlauf des Kampfes offenbart sich der Grund für Twilights Feindseligkeit: Er wirft Buffy vor, einen Fehler begangen zu haben, als sie die Kräfte anderer Jägerinnen aktiviert hat. Die Welt ertrüge die gleichzeitige Existenz so vieler Jägerinnen nicht und er würde weiterhin gegen sie vorgehen, wenn sich nichts ändere. Noch vor Sonnenaufgang fliegt er davon.
Zurück auf der Basis bedauert Buffy, dass sie unfähig ist, die enorme Anzahl an Jägerinnen entsprechend unter Kontrolle zu halten, und gibt somit Twilight indirekt Recht. Xander ist jedoch überzeugt, dass sie diesen Mädchen etwas gab, was sie dringend brauchten: Selbstvertrauen, einen Platz im Leben und eine wichtige Aufgabe.
Derweil wird die „Sense“, eine mächtige Waffe der Jägerinnen und das Symbol ihrer Kräfte, von einer Meute Vampire, die sich in Wölfe und andere Gestalten verwandeln können, gestohlen. Von Dracula erfahren Xander und die Jägerin Renée, dass dies eine Bande japanischer Vampire war, die er versehentlich in das Geheimnis seiner Macht eingeweiht hat. Da er dadurch selbst an der Vernichtung dieser Vampire interessiert ist, beschließt er, Buffy und ihrem Team dabei zu helfen. Gemeinsam reisen sie nach Tokyo. Bevor sie dort ankommen, wird Aiko, die Leiterin des japanischen Squads, von dem Vampir Toru, dem Anführer der fraglichen Vampirbande, in eine Falle gelockt, mittels einer kleinen mystischen Linse und der Sense ihrer Kräfte beraubt und getötet. Nachdem Buffy Aikos toten Körper samt einer Nachricht von den Vampiren erhält, findet sie mithilfe von Dracula, Renée und Willow heraus, was die Vampire um Toru vorhaben: sie wollen alle Jägerinnen ihrer Kräfte wieder berauben. Daraufhin stellen sich Buffy und ihre Jägerinnen der Armee von Tausende Vampiren. Sie können den Kampf für sich entscheiden und die Sense wieder in ihre Gewalt bringen.

### Band 4: „Jetzt kommt Fray!“
Band 4 enthält die Sammlung der Hefte 16 bis 20.

Buffys Feinden gelingt es, die Kommandozentrale in Schottland anzugreifen. Bei dem Angriff sterben viele Jägerinnen; die Überlebenden können fliehen, darunter Xander und Dawn. Gemeinsam mit den Waldkreaturen, die rund um das Schloss leben, bekämpfen sie die Angreifer.
Buffy gerät durch ein magisches Portal in das zukünftige New York und trifft auf die dortige Jägerin Melaka Fray. Mit ihr muss sie gegen Frays Bruder Harth kämpfen, der ein Vampir ist und sich mit der anscheinend Jahrhunderte überlebten „Dark Willow“ (Willows von schwarzer Magie bessesenes Ich) gegen Buffy und Fray verschworen hat. Ihnen wird von Gunther, einem Dämon, geholfen. In der Gegenwart erfährt Willow, dass sie Buffy durch dasselbe Portal, durch das diese verschwand, zurückholen kann. Dazu wird sie bei nächster Mitternacht die Gelegenheit haben und danach nie wieder.
In der Zukunft recherchiert Buffy über sich selbst und ihre Jägerinnen-Armee, findet aber zu ihrer Verblüffung keinerlei Aufzeichnungen darüber. Sie erfährt, dass Fray nach vielen Jahrhunderten die erste und einzige Jägerin ist. Dark Willow überzeugt Fray davon, dass wenn sie Buffy zurück in die Vergangenheit ließe, die Welt, in der sie lebt, zerstört werden würde. Sie und ihre Schwester nehmen Buffy daraufhin gefangen, um dieser – wie von Dark Willow geplant – damit die Chance zu nehmen, zurück in ihre Gegenwart zu reisen. Dark Willow war es, die Buffy in Zusammenarbeit mit Harth in die Zukunft holte, indem sie Harth jedoch eine ganz andere Geschichte erzählte. Buffy schafft es sich zu befreien und flieht zu dem Gebäude, auf dessen Dach sich das Portal öffnen wird. Dort erwartet Fray sie bereits, um sie um jeden Preis aufzuhalten, was ihr jedoch nicht gelingt. Buffy dagegen tötet Dark Willow, bevor diese ihr den Grund für ihr Handeln erklären kann.
Willow aus der Gegenwart zieht Buffy rechtzeitig durch das Portal zurück. Fray und ihre Schwester haben die Gewissheit, dass Dark Willow sie belogen hat, da deren Gegenwart noch immer existiert.

### Band 5: „Harmony Live!“
Band 5 enthält die Sammlung der Hefte 21 bis 25.

Die Vampirin Harmony bringt es zu einer eigenen Reality-Show bei MTV, in der sie das weltweite Image der Vampire aufzubessern versucht. Als die neue Jägerin Soledad während einer Live-Übertragung Harmony angreift und infolgedessen selbst ums Leben kommt, verschafft sie ihren Kolleginnen unfreiwillig zusätzliche schlechte Publicity.
Andrew und Buffy machen sich auf nach Italien, um die Jägerin Nisha, die zusammen mit Simone Doffler die abtrünnigen Jägerinnen anführt, zu stellen. Dabei lassen sie sich unbewusst auf ein regelrechtes „Katz-und-Maus“-Spiel mit Simone ein, in dessen Verlauf klar wird, dass die böse Jägerin noch eine offene Rechnung mit ihrem früheren Wächter Andrew hat und ihn deshalb in die Falle lockte. Kurz bevor die Situation eskaliert, trifft das italienische Squad ein. Buffy nutzt den Moment, um an Simones Waffe zu kommen und den Ragna Dämon, ein Spinnendämon, den Simone eigentlich auf Buffy und Andrew hetzen wollte, auf die bösen Jägerinnen loszulassen. Dabei entkommen Buffy, Andrew und sein Squad.
Giles und Faith bringen die Jägerin Courtney nach Hanselstadt, wo sich eine scheinbar sichere Zuflucht für Jägerinnen, die ihre Berufung ablehnen, befindet. Bald merken sie, dass dort etwas nicht in Ordnung ist. Es stellt sich heraus, dass der ehemalige Wächter Duncan die Stadt nur durch das Bündnis mit einem Dämon, der sich von Kindern ernährt, sichert. Da Vampire Angst vor dem Dämon haben, herrscht Frieden in Hanselstadt, die Bewohner betrachten den Dämon als ihren Beschützer und gaben daher bereitwillig die eigenen Kinder als Opfer her. Als die Kinder jedoch „ausgingen“, fing Duncan an, die flüchtigen Jägerinnen an den Dämon zu verfüttern. Giles kann Faith und Courtney vor diesem Schicksal bewahren, wobei Duncan selbst gefressen und der Dämon letztlich vernichtet wird. Daraufhin fallen Vampire in die Stadt ein und Giles muss sich gemeinsam mit Faith, Courtney und den Stadtbewohnern gegen sie behaupten.

### Band 6: „Rückzug“
Band 6 enthält die Sammlung der Hefte 26 bis 30.

Die „Scooby-Gang“ hat eine neue Kommandozentrale gefunden, die erneut mit Willows Kräften beschützt wird. Dort werden alle Squads versammelt, die nach den jüngsten Ereignissen zum Rückzug gezwungen sind. Bald jedoch wird das neue Versteck von einer Dämonen-Armee angegriffen, wobei erneut eine große Anzahl der Jägerinnen ihr Leben lässt. Twilight konnte sie aufgrund der übermäßigen Nutzung von Magie aufspüren. Daraufhin müssen die Jägerinnen mittels eigenem U-Boot fliehen. Buffy beschließt, bei Oz in Tibet Unterschlupf zu finden, der ihnen helfen soll, die Magie zu unterdrücken. Daraufhin teleportiert Willow das U-Boot in die Berge von Tibet. Oz und dessen Frau Bay, mit der er einen Sohn hat, bieten den Jägerinnen ihre Hilfe an. Um sich das Versteck zu sichern, treffen Buffys Leute eine schwerwiegende Entscheidung: Alle Jägerinnen und Hexen unter ihnen willigen ein, ihre Kräfte zugunsten der Sicherheit abzugeben.
Derweil gelingt es Twilight und seinen Komplizen mittels Amy, den neuen Aufenthaltsort der Jägerinnen aufzuspüren. Dabei wird deutlich, dass er Buffy von irgendwoher persönlich kennt. Twilight lässt das Militär mobilisieren und rückt in Tibet ein. Da sie alle ihre Kräfte gegen das sichere Versteck eingetauscht haben, muss Buffys Armee sich allein auf menschliche Waffen verlassen, was Buffy so nicht akzeptieren will. Um ihre Kräfte wieder zurückzuerhalten, vollführt sie mit Willows Hilfe ein Ritual, bei dem die drei riesigen Göttinnen Tibets – Remati, Vajrayogini and Ekajati –, die die Kräfte nun innehaben, herbei gerufen werden. Dies geschieht bereits mitten im Krieg gegen Twilights Armee. Als die Göttinnen erscheinen, beginnen sie unkontrolliert und wahllos Menschen beiderseits umzubringen. Daraufhin zieht sich Buffys Armee in einen Tempel zurück. Twilight lässt dagegen seine Leute weiterkämpfen. Als Buffy versucht, Verletzte vom Feld zu holen – darunter Riley Finn, der für sie als Doppelagent in Twilights Reihen agiert hat – wird sie von einer der Göttinnen vom Boden gehoben. Diese sieht ihr für einen Moment eindringlich in die Augen und lässt sie anschließend wieder zur Erde fallen.
Stunden später kommt Buffy abseits des nun ruhenden Schlachtfelds wieder zu sich und beobachtet, wie Twilights Armee einige der überlebenden Jägerinnen in Militärfahrzeuge lädt. Ohne es zunächst zu bemerken, erhebt sie sich aus eigener Kraft in die Lüfte und schwebt über dem Geschehen: Sie besitzt nunmehr die Kraft zu fliegen.

### Band 7: „Im Angesicht der Dämmerung“
Band 7 enthält die Sammlung der Hefte 31 bis 35.

Twilight gibt sich letztlich als Angel, Buffys Ex-Freund und beseelter Vampir, zu erkennen. Er entschuldigt Buffy gegenüber seine Taten damit, dass die Bedrohung durch Twilight die Jägerinnen vereinen sollte, um so die potenzielle Zerstörung, welche die abtrünnigen Jägerinnen verursachen könnten, zu minimieren.
Sein zweites Ziel war es, sich wieder mit Buffy zu vereinen und im Zuge dessen in eine höhere Existenzebene aufzusteigen, die sich Twilight nennt. Angezogen von einer unheimlichen Macht, gibt Buffy sich Angel in einem stundenlangen Liebesakt hin, wobei sie tatsächlich eine komplett neue Welt erschaffen. Angel, der wieder sterblich zu sein scheint, eröffnet Buffy, dass sie diese Welt gemeinsam ganz nach ihren Vorstellungen gestalten und darin ein komplett neues Leben beginnen können. Von dort aus beobachten die beiden jedoch, wie ihre alte Welt zusammenbricht: Durch eine Verschmelzung der Dimensionen fallen Dämonen in die Welt ein und bedrohen ihre Freunde, die diesen nun allein im Kampf gegenüberstehen. Währenddessen schwindet die Macht, die von Angel Besitz ergriffen hat und ihn zu seinen Taten als Twilight zwang. Buffy und Angel entscheiden sich, Twilight aufzugeben und stattdessen ihre alte Welt erneut zu retten.

### Band 8: „Der letzte Widerstand“
Band 8 enthält die Sammlung der Hefte 36 bis 40.

Als der Kampf gerade aussichtslos scheint, kommt Spike in einem futuristischen Raumschiff angeflogen und verkündet, dass er eine Lösung für das Problem habe. Ein Hinweis führt sie zu einem magischen Gegenstand, der in den Trümmern Sunnydales vergraben ist. Es ist das „Seed“, die Quelle von Twilights Macht. Giles plant, es zu zerstören. Von anderen unbemerkt, hat Twilight allerdings erneut von Angel Besitz genommen und veranlasst ihn, Giles zu töten. In ihrer Verwirrung zerstört Buffy das Seed und beendet damit das dämonische Treiben. Mit allen Dämonen wird allerdings auch die Magie aus dem Universum verbannt. Alle bereits existierenden Jägerinnen und Vampire behalten zwar ihre Fähigkeiten, doch die Hexen sind nun völlig machtlos.
In Folge der Ereignisse trennt Willow sich von Kennedy und distanziert sich vom Rest ihrer Clique. Faith erbt Giles’ Anwesen in England und zieht sich mit dem geläuterten Angel dorthin zurück, um ihm dabei zu helfen, sich zu rehabilitieren.
Buffy zieht nach San Francisco zu Xander und Dawn, die inzwischen ein Paar geworden sind, und geht dort ihrer Aufgabe als Jägerin weiterhin nach.

## Charaktere

### Buffy Summers
Im Alter von fünfzehn Jahren erfuhr Buffy von ihrer Berufung zur Vampirjägerin und kämpfte bis zur zweiten Staffel von Buffy – Im Bann der Dämonen allein gegen Dämonen und Vampire. Gemäß Tradition wurde, nachdem Buffy für wenige Minuten klinisch tot war, Kendra zur Jägerin berufen. Als auch Kendra starb, wurde Faith ihre Nachfolgerin. Buffy war es, die in der siebten Staffel mittels der „Sense“, dem Symbol der Macht der Jägerinnen, die Tradition der Urväter brach und allen Mädchen, die sich zu dieser Aufgabe ebenfalls berufen fühlten, gleichzeitig ihre Kräfte verlieh. Sie macht es sich zur Aufgabe, die Jägerinnen, die sich ihr anschließen wollen, auszubilden und gründet eine geheime Organisation, die sie zusammen mit ihren Freunden aus Sunnydale (der „Scooby-Gang“) führt.

### Rupert Giles
Giles stammt aus England und war Buffys zweiter Wächter, bis er vom Wächterrat entlassen und in der 5. Staffel als solcher wieder eingesetzt wurde. Er steht Buffy stets zur Seite, wenn sie seine Hilfe benötigt, und übernimmt in der achten Staffel den Londoner Jagerinnensquad. Zusammen mit Faith nimmt er sich den zur bösen Seite übergelaufenen Jägerinnen an. Giles’ Verhältnis zu Buffy ist seit der Zerstörung Sunnydales gespannt, doch zum Ende der achten Staffel können sie ihre Differenzen beilegen, um gemeinsam gegen Twilight und dessen Verbündeten zu kämpfen. Giles wird von dem von „Twilight“ besessenen Angel auf dieselbe Weise wie Angelus in Staffel 2 seine Geliebte Jenny Calendar umbrachte, durch einen Genickbruch, getötet.

### Willow Rosenberg
Willow ist Buffys beste Freundin, die sie nach deren Umzug nach Sunnydale (Buffy-Staffel 1) kennenlernte. Zusammen mit Xander und Giles gründeten sie damals die „Scooby-Gang“. Sie unterstützten Buffy stets bei dem Kampf gegen das Böse. Im Verlauf der Fernsehserie entdeckte Willow ihre Leidenschaft für Magie und wurde eine mächtige Hexe. Zeitweilig wurde sie auf die Seite des Bösen gezogen und versuchte sogar, die Welt zu zerstören. Mit Hilfe von Giles lernte sie, die Magie verantwortungsvoll einzusetzen und ist ein wichtiger Bestandteil von Buffys Organisation. Willow ist mit der Jägerin Kennedy liiert, versucht jedoch, sie von Buffys Organisation fernzuhalten, da sie um ihre Sicherheit fürchtet. Durch die Dämonin Saga Vasuki, mit der sie eine geheime Liebesbeziehung führt, wachsen Willows Kräfte weiter an. Sie beschützt mittels eines magischen Schildes Buffys Kommandozentrale in Schottland. Im Band „Jetzt kommt Fray!“, erfährt man, dass Willow später die Möglichkeit findet, Jahrhunderte zu überleben und im zukünftigen New York als Dark Willow ihr Unwesen zu treiben. Am Ende der achten Staffel verliert Willow ihre Macht als Hexe, was sie Buffy sehr übel nimmt. Sie trennt sich von Kennedy und distanziert sich von ihren Freunden.

### Xander Harris
Xander lernte Buffy an der Sunnydale High kennen und war lange Zeit verliebt in sie. In der fünften Staffel verlobte er sich nach längerer Beziehung mit der Ex-Rachedämonin Anya, ließ sie aber in der sechsten Staffel am Altar stehen. Anya starb in der letzten Folge der siebten Staffel im Kampf gegen das Urböse. In derselben Staffel verlor er beim Kampf gegen den psychopathischen Priester Caleb das Augenlicht auf seinem linken Auge, seitdem trägt er eine Augenklappe. In der Comic-Fortsetzung leitet Xander zusammen mit Buffy die Kommandozentrale der Jägerinnen in Schottland. Im Verlauf der achten Staffel verliebt er sich in Buffys kleine Schwester Dawn.

### Dawn Summers
Dawn tauchte erstmals in der fünften Buffy-Staffel auf. Ursprünglich war sie ein Bündel mystischer Energie, ein sogenannter „Schlüssel“, der die Macht hat, die Tore zwischen verschiedenen Dimensionen zu öffnen. Um die verstoßene Göttin Glory an der Rückkehr in ihre Dimension zu hindern, verlieh ein Mönchsverbund dem Schlüssel eine fleischliche Gestalt in Form von Dawn und schickten sie als Buffys damals 14-jährige Schwester nach Sunnydale. Um die Welt und Dawn zu retten, opfert sich Buffy am Ende der fünften Staffel und wird mittels Magie in der ersten Folge der sechsten Staffel wieder zum Leben erweckt. Nach der Zerstörung Sunnydales ist das Verhältnis zwischen den beiden Schwestern gespannt. Nachdem Dawn mit dem Mitbewohner ihres Ex-Freundes und Dämonen Kenny geschlafen hat, wird sie vom Letzteren mit einem Fluch belegt und durchlebt während der achten Staffel mehrere Transformationen. Zunächst verwandelt sie sich in eine Riesin, dann in einen Kentaur und schließlich in eine lebende Puppe, bis sie sich bei Kenny entschuldigt und der Fluch somit aufgehoben wird. Sie versöhnt sich schließlich mit Buffy. Später verliebt sie sich in ihre alte Flamme Xander, der nun ihre Gefühle erwidert.

### Faith Lehane
Faith wurde nach Kendras Tod zur nächsten Jägerin berufen. Durch ihre schwierige Kindheit ist sie psychisch labil und geriet im Laufe der Zeit auf die Seite des Bösen, bis Angel sie wieder in die richtige Bahn lenkte. Im Kampf gegen das Urböse (Buffy, Staffel 7) unterstützte sie Buffy und die Anwärterinnen und gewann somit wieder ihr Vertrauen. In Buffys Organisation ist Faith zunächst nicht sehr aktiv, bis sie zusammen mit Giles beginnt, gegen die bösen Jägerinnen, wie sie es einst war, vorzugehen. Nach Giles Tod erbt sie dessen Haus in England und versucht, den durch seine als Twilight begangenen Taten völlig niedergeschlagenen Angel wieder aufzubauen.

### Andrew Wells
Andrew war einst mit Warren und Jonathan einer von Buffys Feinden. In der siebten Buffy-Staffel konnte er sich jedoch für Buffys Sache begeistern und wurde Mitglied in der Scooby-Gang. Er war inoffizieller Wächter (der eigentliche Wächterrat wurde in der siebten Buffy-Staffel im Auftrag des Urbösen ermordet) der später abtrünnig gewordenen Jägerin Simone Doffler und leitet in der achten Staffel den Jägerinnensquad in Süditalien. Um Simone das Handwerk zu legen, erschafft er den längst ausgestorbenen Ragna Dämon neu, was er Buffy jedoch verschweigt. Sein Plan geht dennoch auf, und er kann in Zusammenarbeit mit Buffy und seinem Squad, die bösen Jägerinnen unter Simones Führung töten. Er ist überwältigt, als Buffy ihm seine Taten verzeiht, da sie erkennt, dass Andrew sie in guter Absicht begangen hat.

### Oz
Oz, eigentlich Daniel Osbourne, war auf der Sunnydale High Willows Freund und einige Zeit Mitglied der Scooby-Gang. Nachdem er von seinem Cousin, der ein Werwolf ist, gebissen wurde, begann auch er sich an drei Nächten eines Monats (Vollmondphase) in einen Werwolf zu verwandeln. Da er in diesem Zustand keine Kontrolle über sich selbst hat und eine Gefahr für seine Mitmenschen darstellt, ließ er sich einige Zeit von seinen Freunden in einem Käfig einsperren. Als es mit Willow vorbei war, entschied er sich, Sunnydale zu verlassen und nach Tibet zu gehen, um den Wolf in sich besser kontrollieren zu können, was ihm letztlich auch gelang. In Tibet lernte er seine Frau Bay kennen und hat mit ihr einen Sohn. Obwohl er Buffy und ihre Freunde jahrelang nicht mehr gesehen hat, hilft er ihnen bei dem Kampf gegen das Militär und Twilight. Bei dem Angriff in Tibet wird Oz’ Frau im Kampf schwer verletzt.

### Riley Finn
Riley tauchte in der vierten Staffel als Buffys damaliger Freund auf. Er gehörte zu einer Geheimorganisation des US-amerikanischen Militärs, genannt „Die Initiative“, die gegen Dämonen kämpfte, diese gefangen nahm und an ihnen experimentierte. Ende der vierten Staffel wurde die Initiative offiziell aufgelöst, nachdem ein Experiment gehörig daneben ging und Buffy gezwungen war, die Welt erneut zu retten. Zuvor war Riley bereits desertiert und hatte anschließend längere Zeit Probleme damit, dass er Buffy im Kampf gegen das Böse nicht das Wasser reichen konnte. Dies führte schließlich zum Scheitern ihrer Beziehung und Riley kehrte zurück zum Militär, welches weiterhin im Geheimen gegen das Übernatürliche in der Welt kämpfte.
In der sechsten Staffel kehrte Riley, der inzwischen geheiratet hatte, nach Sunnydale zurück, um Buffy um ihre Unterstützung in einem Fall zu bitten. In der achten Staffel hilft er Buffy, indem er als Doppelagent beim Militär spioniert. Während der Schlacht in Tibet läuft er zu Buffys Seite über und wird, wie viele andere, im Kampf verletzt.

### Satsu
Satsu ist eine von Buffys Jägerinnen. Sie ist heimlich in Buffy verliebt und schafft es sogar, sie aus dem magischen Schlaf zu erwecken, in den Amy sie versetzt hat. Später kommt es zu einem One-Night-Stand zwischen ihr und Buffy. Da es bald zu Streitigkeiten zwischen den beiden kommt und Buffy ihre Gefühle nicht komplett erwidern kann, beschließt sie, nach Aikos Tod den japanischen Squad zu übernehmen.

### Melaka Fray
Auf Fray trifft Buffy, als sie durch ein Portal in das zukünftige New York gerät. Fray ist die erste Jägerin seit mehreren Jahrhunderten, in denen keine neue Jägerin berufen worden war. Einer Legende nach, soll es eine Jägerin gegeben haben, der es gelang, alle Dämonen aus der Welt der Menschen zu verbannen, wodurch kein Bedarf mehr für eine neue Jägerin bestand. Nachdem die Vampire und Dämonen jedoch erneut in die Welt einfallen konnten, wurde Fray zur neuen Jägerin berufen. Ihre Fähigkeiten muss sie jedoch mit ihrem Zwillingsbruder Harth teilen, der zwischenzeitlich in einen Vampir verwandelt wurde. Während Fray alle physischen Fähigkeiten einer Jägerin besitzt, hat Harth die geistige Überlegenheit, darunter prophetische Träume der Jägerinnen geerbt, wodurch für Fray ein gewisses Handicap im Vergleich zu ihren Vorgängerinnen entstand und sie sich schwieriger in ihrer Rolle als Jägerin zurechtfindet. Dadurch muss sie sich ihr gesamtes Wissen über die vorherigen Jägerinnen nur durch Bücher aneignen.
Fray hat noch eine ältere Schwester, die Polizistin ist.

### Amy Madison
Amy war Buffys Mitschülerin auf der Sunnydale High. Amys Mutter war eine Hexe – so kam auch Amy zur Magie. Als sie sich eines Tages selbst in eine Ratte verwandelte, dauerte es Jahre, bis Willow sie wieder in einen Menschen zurückverwandeln konnte. Danach entwickelte sich eine Feindschaft zwischen ihr und Willow, sodass sie sich gegen diese und Buffy verschwor. Sie hilft dem Militär, Buffys Organisation zu zerstören, wobei sie mit ihrem Freund Warren und Twilight kooperiert.

### Warren Mears
Warren war Anführer seiner „Gang“, bestehend aus ihm, Andrew und Jonathan, bis er den Tod von Willows Freundin Tara verschuldete, von Dark Willow aus Rache bei lebendigem Leib gehäutet und vermeintlich ermordet wurde. Anfang der achten Staffel stellt sich heraus, dass er durch Amys Magie weiter am Leben gehalten wurde. Er foltert Willow aus Rache als diese von Amy zur Militärbasis von General Voll teleportiert wird. Durch die Zerstörung des Seed und der daraus resultierenden Verbannung jedweder Magie aus der Welt, kann Amy ihn nicht mehr am Leben erhalten, weshalb Warren schließlich endgültig stirbt.

### General Voll
Das US-Militär fühlt sich in ihrer Weltmachtstellung von Buffy bedroht und gründete daher eine der „Initiative“ ähnelnde Projekteinheit, welcher General Voll angehört. Dieser macht es sich zur Aufgabe, Buffys Organisation zu zerschlagen. Er fürchtet die Macht und die Ideologie der Jägerinnen. Er schließt sich mit Amy, Warren und Twilight zusammen. Um deren Machenschaften auszuspionieren, setzt Buffy ihren Ex-Freund Riley Finn als Doppelagent ein.

### Twilight
Bevor die echte Bedeutung von Twilight offenbart wird, identifiziert der Leser Twilight als eine maskierte, männliche Gestalt, die sich durch ein Symbol definiert, das im Verlauf der achten Staffel mehrfach auf Gegenständen, lebenden und toten Menschen auftaucht. Seinen eigenen Aussagen nach, bekämpft er die Jägerinnen, da er es für einen Fehler hält, dass es mehr als eine von ihnen gibt. Er macht Buffy für alles Übel, was die abtrünnigen Jägerinnen verursachen, verantwortlich. In Zusammenarbeit mit dem Militär gelingt es ihm, eine beträchtliche Anzahl von Jägerinnen zu töten. Twilight ist Buffy im Kampf überlegen und besitzt die Macht zu fliegen.
In Wahrheit ist Twilight jedoch eine nicht körperliche Macht, ähnlich wie Das Urböse, die sich am Ende der achten Staffel nur wenige Male in Gestalt eines riesigen Löwen zeigt. Diese Macht konnte Angel in Zusammenarbeit mit Whistler, dem aus den beiden Serien (Buffy und Angel) bekannten Dämon, der eigenen Angaben zufolge für das Gleichgewicht zwischen Gut und Böse zuständig ist und daher keiner der beiden Seiten angehöre, davon überzeugen, in seiner Sache zu handeln. In den letzten Ausgaben der Staffel wird klar, dass Twilight, zumindest teilweise, Besitz von Angel nahm und ihm so seinen Willen aufzwingen konnte. Durch den Liebesakt zwischen Buffy und Angel konnte Twilight sich in Form einer neuen Welt selbst vergegenwärtigen. Aber weil Buffy und Angel sich gegen diese Welt entscheiden und Buffy die Quelle der Macht, das „Seed“, zerstört, wird Twilight letztendlich vernichtet.

### Angel
Angel ist ein etwa 250 Jahre alter Vampir, der aber zeitweise auf der Seite des Guten steht. Er wurde im Jahr 1727 in Irland geboren und 1753 in einen Vampir verwandelt. Unter dem Namen Angelus hinterließ er zusammen mit seiner Schöpferin Darla eine blutige Spur in der Weltgeschichte. Um 1900 tötete er ein Zigeunermädchen, deren Clan sich an ihm rächte, indem er Angelus mit einem Fluch belegte, der ihm seine Seele zurückgab. Von da an verspürte er Reue für seine Taten und entschied sich, Buße zu tun, indem er Menschen in Not hilft.
In der ersten Staffel von Buffy – Im Bann der Dämonen lernten Angel und Buffy sich kennen und verliebten sich ineinander. Als sie später miteinander schliefen, verlor Angel seine Seele, da der Fluch der Zigeuner bricht, sobald er einen Moment vollkommenen Glücks erlebt. Angelus versuchte infolgedessen die Welt zu zerstören, was von Buffy und ihren Freunden verhindert wurde. Willow belegte ihn erneut mit dem Fluch der Seele. Angel verließ Sunnydale Ende der dritten Buffy-Staffel und gründete gemeinsam mit neuen Freunden die Detektei Angel Investigations in Los Angeles, die sich auf den Kampf gegen das Übernatürliche spezialisierte. Am Ende 5. Staffel von Angel – Jäger der Finsternis erwirkte Angel mehr oder minder beabsichtigt eine Apokalypse und erfüllte damit die Shanshu-Prophezeiung, was zur Folge hatte, dass er wieder sterblich wurde, wie man aus der cannonischen Comic-Fortsetzung Angel: Nach dem Fall (engl. Angel: After the Fall) erfährt. Diesen Umstand hielt er jedoch lange Zeit geheim. Als er nach einer schweren Verletzung zu sterben drohte, drehten die höheren Mächte die Zeit zurück, um dies zu verhindern. Die Apokalypse trat nicht ein und Angel blieb ein Vampir mit Seele.
Als Nächstes tritt Angel in der achten Staffel von Buffy als Twilight auf. Nachdem er – von Twilight besessen – Giles tötet, bringt Faith ihn nach England auf Giles’ Anwesen, welches sie nach dessen Tod geerbt hat. Dort versucht sie, Angel zu rehabilitieren und gleichzeitig vor der Rache der Jägerinnenschaft zu beschützen.

### Spike
Spike ist ein platinblonder Vampir, der meist schwarze Lederkluft trägt. Er wurde etwa 1850 als William Pratt in London geboren und 1880 zum Vampir gemacht. Zusammen mit Angelus, Darla und seiner damaligen Gefährtin Drusilla zog er als William der Blutige mordend durch die Welt und gilt als einer der gefährlichsten Vampire.
Spike tauchte gemeinsam mit Drusilla in der zweiten Staffel von Buffy auf, an dessen Ende er sich mit Buffy verbündete, um Angelus loszuwerden. Danach verließ er Sunnydale für einige Zeit. Nachdem es mit Drusilla vorbei war, kam er in der vierten Staffel nach Sunnydale zurück und wurde von der „Initiative“ gefangen genommen. Er bekam einen Chip eingepflanzt, der es ihm unmöglich machte, einem Menschen Leid zuzufügen. Als er erkannte, dass er dagegen aber Dämonen Schaden zufügen konnte, half er Buffy fortan im Kampf gegen diese. In der sechsten Staffel hatte Buffy eine heftige Affäre mit Spike. Schließlich löste sie sich aber von ihm, da sie ihn nur „brauchte“, um sich lebendig zu fühlen. Ende der sechsten Staffel verließ er abermals Sunnydale, um einen uralten Dämon in Afrika aufzusuchen. Er bestand diverse Prüfungen, um seine Seele zurückzuerhalten und kehrte nach Sunnydale zurück. Später half er Buffy im Kampf gegen das Urböse. Währenddessen opferte sich Spike, um die bevorstehende Apokalypse zu verhindern.
In der letzten Staffel von Angel erfuhr man, dass seine Essenz in einem Amulett eingeschlossen wurde, als er in Buffy augenscheinlich starb. Er wurde wieder körperlich gemacht und schloss sich Angels Crew an.
Ende der achten Staffel hilft er Buffy dabei, Twilight zu besiegen.

### Dracula
Dracula ist ein besonderer Vampir in Buffys Universum. Während andere Vampire, wie Angel oder Spike, technisch als Dämonen gelten, rührt Draculas Erscheinung eher von der Magie her. Eigenen Aussagen zufolge, habe er seine Seele gegen dieses Dasein eingetauscht. Dracula kann seine Opfer in Hypnose versetzen und sich in verschiedene Gestalten (Fledermaus, Wolf, Rauch etc.) verwandeln. Es ist ungeklärt, wie Dracula getötet werden kann (Buffy hat ihn mehrmals ohne Erfolg gepfählt). Er lebt in einem prächtigen Schloss in Transsylvanien und schart ein Harem aus weiblichen Vampiren nach seinem Muster um sich. Seit seinem ersten Auftritt in der fünften Staffel hat Dracula ein besonderes, freundschaftliches Verhältnis zu Xander, das bis in die achte Staffel hinein weiterbesteht. In der achten Staffel spielt er insofern eine Rolle, als er Buffy und ihrem Team dabei hilft, eine Bande japanischer Vampire auszulöschen, denen er versehentlich das Geheimnis seiner Existenz verriet, wodurch die Vampire nun die Kunst des Gestaltenwandelns beherrschen. Indirekt hilft er dabei Buffy, die ihr entwendete Sense zurückzuholen.

### Harmony
Harmony war ebenfalls Schülerin an der Sunnydale High. Am Abschlusstag (letzte Folge der dritten Buffy-Staffel) wurde sie in einen Vampir verwandelt. Sie ist nicht besonders intelligent und versuchte sich mehrfach, jedoch erfolglos, als Bösewicht. Es verschlug sie eine Zeit lang nach LA, wo sie als Angels Sekretärin bei Wolfram&Hart arbeitete. Als sie ihn zum Ende der Serie (Angel – Jäger der Finsternis) verriet, wurde sie gefeuert und taucht erst in der achten Staffel von Buffy wieder auf. Durch die Bekanntheit der Jägerinnen ist den Menschen die Existenz der Dämonen und Vampire unter ihnen nunmehr bewusst. Als Harmony eine berühmte Persönlichkeit vor laufenden Kameras aussaugt, gelangt sie über Nacht zu Ruhm. Sie nutzt den Augenblick aus und bekommt eine eigene Reality-Show auf MTV, wo sie versucht, das Image der Vampire in der Öffentlichkeit aufzubessern und die der Jägerinnen dagegen ins schlechte Licht zu rücken. Daher kommt es ihr nur gelegen, als sie in ihrer Show von einer Jägerin, die dabei ums Leben kommt, angegriffen wird.

## Angel: Nach dem Fall
Der Erfolg des Buffy-Comics führte dazu, dass IDW Publishing und Joss Whedon beschlossen, auch die Spin-off-Serie Angel als Comic unter dem Titel „Angel: Nach dem Fall“ fortzusetzen. Da die Figur Angels bereits in Buffys achter Staffel eingebunden ist und beide Comicserien in verschiedenen Verlagen erscheinen, schlug man mittels der Comic-Serie „Spike“ die Brücke zwischen den beiden Storylines um Buffy und Angel.